# Тетева
Тетева (укр. Тетива, бел. Цецява) — правый приток Снова, протекающий по Городнянскому и Сновскому районах (Черниговская область, Украина), Добрушскому району (Гомельская область, Белоруссия).

## География
Длина — 32 км или 19,2 км или 32,5 км. Площадь водосборного бассейна — 302 км². Русло реки (отметки уреза воды) в нижнем течении (устье) находится на высоте 117,8 м над уровнем моря, в среднем течении (южнее села Бериловка) — 130,0 м, в верхнем течении (южнее деревни Усохи) — 147,3 м.
Русло слабо-извилистое. Долина корытообразная. Пойма двухсторонняя.
Пойма занята лугами и заболоченными участками, очагами — лесами. В верхнем течении к русло выпрямлено в канал (канализировано, длиной 1,2 км) и примыкает сеть каналов (осушительная система для торфоразработки), которая смежная с сетью каналов в верховьях реки Терюха (между ними нет чёткого разграничения).
Берёт начало на болотном массиве на государственной границе между селом Лемешовка (Городнянский район) и деревней Усохи. Река течёт на восток и служит государственной границей Украины и Белоруссии (5,5 км), далее делает поворот и течёт в южном направлении по Городнянскому району, в нижнем течении — юго-восточном по Сновскому району (в Черниговской области 27 км). Впадает в Снов севернее села Песчанка (Сновский район).
Притоки: Глиненка, Верпч.
Населённые пункты на реке (от истока к устью):
Городнянский район
1. Бериловка
2. Мощенка
3. Гасичевка

Сновский район
1. Песчанка